# Chamaecytisus albidus
Chamaecytisus albidus es una especie de la familia de las fabáceas.

## Descripción
Mata inerme, pero pudiendo adquirir ramas ligeramente espinosas, después de un ramoneo intensivo; ramas alternas divaricadas de color gris ceniciento, cubiertas de numerosos pelos cortos, apretados. Hojas más o menos pecioladas o subsésiles, trifoliadas; con folíolos obovales, o estrechamente obovales, a veces ligeramente escotados en la cima; las 2 caras cubiertas de pelos cortos. Inflorescencia en racimos con hojas cortas, axilares o en cabezas. Cáliz tubular, de pelos cortos; el labio superior con 2 dientes obtusos; el labio inferior con 3 dientes muy cortos. Corola blanca, glabra. Legumbre ligeramente arqueada, gris-hierro, cubierta de pelos cortos: semillas rojo oscuro.

## Distribución y hábitat
Endémica macaronésica. En Marruecos en el litoral oceánico entre Casablanca y el Oued Draa, en el Gran Atlas y Anti-Atlas occidental; Habita en formaciones preforestales, preestépicas, estépicas y en matorrales; En bioclima árido y subhúmedo; en variantes climáticas cálidas y templadas. En el piso inframediterráneo y termomediterráneo.

## Taxonomía
Chamaecytisus albidus fue descrita por (DC.) Rothm. y publicado en Feddes Repertorium Specierum Novarum Regni Vegetabilis 53: 143. 1944.
Etimología
Chamaecytisus: nombre genérico que según algunos autores deriva de la palabra griega kutisus, un nombre para una especie de trébol (en referencia a la forma de las hojas); según otras etimologías "Cytisus" es un nombre del latín que deriva de una palabra preexistente griega kytisos de etimología incierta (podría ser el resultado de algunos de los primeros habitantes de la expresión Asia Menor ).; según otras etimologías se deriva de la palabra griega kytos (= cavidad.)
albidus: epíteto latíno que significa "blanco".
Sinonimia
- Cytisus albidus DC. basónimo
- Cytisus mollis (Cav.) Pau
- Spartium molle Cav. (1801)
- Chamaecytisus mollis (Cav.) Greuter & Burdet (1989)
- Cytisus albidus var. ifnianus (Font Quer) Emb. & Maire
- Cytisus ifnianus Font Quer (1936)[5]